# Ace Lightning
Ace Lightning (Alternativtitel: Mehr als ein Spiel) ist eine kanadisch-britische Animationsserie, die zwischen 2002 und 2003 produziert wurde.

## Handlung
Der 13-jährige Mark Hollander wird als cool, intelligent und gut aussehend beschrieben und spielt sein Lieblings-Videospiel „Ace Lightning“. Als er das siebte Level erreicht hat, von dem er nicht einmal wusste, dass es existiert, wird das Haus seiner Familie von einem Blitz getroffen. Durch die freigesetzte Elektrizität werden die Spielcharaktere lebendig. Ace, der Held des Videospiels, denkt, dass es sich um ein neues Spiellevel handelt. Er wird sofort von dem bösen Lord Fear und seinen Helfen angegriffen. Mark soll nun Ace bei seinem Kampf gegen Lord Fear helfen, indem er ein verloren gegangenes Teilstück des Zauberamuletts von Zoar vor Lord Fear findet, um die Welt vor dem Bösen zu beschützen. Einen Teil des Armulettes erhält er von Ace und wird dadurch zum Lightning-Ritter. Neben Lösung dieser Aufgabe muss er sich aber weiterhin alltäglichen Dingen, wie der Schule, Freunden und dem Familienleben stellen. Er lernt das sympathische Nachbarmädchen Samantha kennen und weiß noch nicht, wie er sich jetzt verhalten soll.

## Produktion und Veröffentlichung
Die Serie wurde zwischen 2002 und 2003 von Alliance Atlantis Communications und BBC Worldwide im Vereinigten Königreich und in Kanada produziert. Es gibt besher 2 Staffeln mit 39 Folgen. Die zweite Staffel wurde bisher noch nicht deutsch synchronisiert.
Die Serie wurde ab dem 2. September 2002 auf BBC One ausgestrahlt. Die deutsche Erstausstrahlung fand ab 10. März 2004 auf KI.KA. statt. Weitere Wiederholungen erfolgten ebenfalls auf BBC Prime und dem  Disney Channel. Die Serie auf DVD und VHS veröffentlicht.

## Episodenliste

### Staffel 1
| Folge (gesamt) | Folge (Staffel) | deutscher Titel                | Originaltitel                 | Originalausstrahlung |
| 1              | 01              | Das Spiel beginnt              | The Game Begins               | 2. 9. 2002           |
| 2              | 02              | Der Rummelplatz des Grauens    | The Trap Is Set               | 3. 9. 2002           |
| 3              | 03              | Der Doppelgänger – Teil 1      | The Substitute                | 4. 9. 2002           |
| 4              | 04              | Der Doppelgänger – Teil 2      | Face The Music                | 5. 9. 2002           |
| 5              | 05              | Ace’s neues Zuhause            | There’s No Place Like Home    | 6. 9. 2002           |
| 6              | 06              | Gegensätze ziehen sich an      | Opposite Attraction           | 10. 9. 2002          |
| 7              | 07              | Der Googler                    | Only Human                    | 11. 9. 2002          |
| 8              | 08              | Die Halloweenparty             | Behind The Mask               | 12. 9. 2002          |
| 9              | 09              | Freund oder Feind?             | Once Upon A Hero              | 13. 9. 2002          |
| 10             | 10              | In der Falle                   | Knights Under Cover           | 17. 9. 2002          |
| 11             | 11              | Kampf um Random Virus          | Tunnel Of Love                | 18. 9. 2002          |
| 12             | 12              | Hausarrest                     | Nobody’s Hero                 | 19. 9. 2002          |
| 13             | 13              | Im Banne Lord Fear’s           | Ace’s Wild                    | 20. 9. 2002          |
| 14             | 14              | Der Schulausflug               | The Field Trip                | 16. 2. 2003          |
| 15             | 15              | Mark nicht allein zu Haus      | Not Alone At Home             | 22. 2. 2003          |
| 16             | 16              | Angriff der Aliens             | Unidentified Flying Superhero | 23. 2. 2003          |
| 17             | 17              | Freunde in der Not             | A Friend In Need              | 1. 3. 2003           |
| 18             | 18              | April, April!                  | The Last Laugh                | 2. 3. 2003           |
| 19             | 19              | Das Download-Desaster          | Download Disaster             | 8. 3. 2003           |
| 20             | 20              | Duff beim Psychiater           | Daffy Duff                    | 9. 3. 2003           |
| 21             | 21              | Hier kommt der geladene Chuck! | The Unlikely Hero             | 15. 3. 2003          |
| 22             | 22              | Der Campingausflug             | The Not So Great Outdoors     | 16. 3. 2003          |
| 23             | 23              | Das Fanclub-Treffen            | The Biggest Fan               | 22. 3. 2003          |
| 24             | 24              | Die Phantome der Oper          | The Play’s The Thing          | 23. 3. 2003          |
| 25             | 25              | Die Revolte                    | The Rat Turns                 | 27. 3. 2003          |
| 26             | 26              | Game over                      | Game Over                     | 28. 3. 2003          |

### Staffel 2
| Folge (gesamt) | Folge (Staffel) | Originaltitel            | Originalausstrahlung |
| 27             | 01              | Upgrades                 | 6. April 2004        |
| 28             | 02              | The Game’s On            | 8.4. 2004            |
| 29             | 03              | Uninvited Guest          | 13. April 2004       |
| 30             | 04              | A Secret Life            | 15. April 2004       |
| 31             | 05              | Welcome To The Nightmare | 20. April 2004       |
| 32             | 06              | The Search For Sparx     | 22. April 2004       |
| 33             | 07              | Bound To Fail            | 27. April 2004       |
| 34             | 08              | Formula For Disaster     | 29. April 2004       |
| 35             | 09              | Choices                  | 5. Mai 2004          |
| 36             | 10              | Rotgut Rides Again       | 6. Mai 2004          |
| 37             | 11              | Putting It Together      | 11. Mai 2004         |
| 38             | 12              | Kilobyte Bites Back      | 13. Mai 2004         |
| 39             | 13              | The Master Plan          | 18. Mai 2004         |